# Leli Balb
Leli Balb (en llatí Laelius Balbus) va ser un senador romà que va viure al segle i. Formava part de la gens Lèlia, una gens romana d'origen plebeu.
Va acusar Acúcia, l'ex dona de Publi Vitel·li, de traïció (majestas). Encara que la van condemnar, no va obtenir la recompensa habitual per pressions del tribú Juni Otó. L'any 37 va ser condemnat com un dels amants d'Albucil·la, privat del seu rang senatorial i desterrat a una illa. La seva condemna va donar satisfacció general, ja que havia estat sempre disposat a acusar els innocents.